# نادي روما للشباب
نادي روما للشباب هو فريق الشباب التابع لنادي روما الإيطالي.

## الإنجازات
| النوع      | المسابقة                   | الألقاب | المواسم / السنوات                                                      |
| ---------- | -------------------------- | ------- | ---------------------------------------------------------------------- |
| المحلية    | بطولة البريمافيرا الوطنية  | 8       | 1972–73، 1973–74، 1977–78، 1983–84، 1989–90، 2004–05، 2010–11، 2015–16 |
| المحلية    | كأس إيطاليا للشباب         | 5       | 1974، 1975، 1994، 2012، 2017                                           |
| المحلية    | كأس السوبر الإيطالي للشباب | 2       | 2012، 2016                                                             |
| حول العالم | بطولة فياريجيو             | 3       | 1981، 1983، 1991                                                       |